# 臂突九棘鲈
臂突九棘鲈（学名：Cephalopholis analis）为鮨科九棘鲈属的鱼类，俗名红点九刺鮨、花脍。分布于台湾东港、高雄等。该物种的模式产地在新爱尔兰岛。

## 扩展阅读
維基物種上的相關：臂突九棘鲈